# Phaseolinae
La subtribu Phaseolinae es una de las subdivisiones de la familia de plantas Fabaceae, que incluye a las legumbres. El género tipo es Phaseolus L.

## Géneros
- Alistilus - Ancistrotropis - Austrodolichos - Decorsea - Dipogon - Dolichopsis - Dolichos - Dysolobium - Lablab - Macroptilium - Macrotyloma - Mysanthus - Neorautanenia - Nesphostylis - Oryxis - Otoptera - Oxyrhynchus - Phaseolus - Physostigma - Psophocarpus - Ramirezella - Spathionema - Sphenostylis - Strophostyles - Vatovaea - Vigna - Wajira